# Heliópolis
Heliópolis är en kommun i Brasilien.   Den ligger i delstaten Bahia, i den östra delen av landet, 1 200 km nordost om huvudstaden Brasília. Antalet invånare är 12 444. Arean är 324 kvadratkilometer.
Terrängen i Heliópolis är platt.
Trakten runt Heliópolis består i huvudsak av gräsmarker. Runt Heliópolis är det ganska glesbefolkat, med 43 invånare per kvadratkilometer.